# Liste des ministres italiens des Travaux publics
Cet article dresse la liste des ministres italiens des Travaux publics entre 1861 et 2001, période d'existence du ministère.

## Liste des ministres

### Royaume d'Italie
| Ministre    | Ministre                          | Mandat                               | Parti | Parti       | Gouvernement      |
| ----------- | --------------------------------- | ------------------------------------ | ----- | ----------- | ----------------- |
|             | Ubaldino Peruzzi                  | 17 mars 1861 – 3 mars 1862           |       | Destra      | Cavour IV         |
| Ricasoli I  | Ubaldino Peruzzi                  | 17 mars 1861 – 3 mars 1862           |       | Destra      |                   |
|             | Agostino Depretis                 | 4 mars 1862 – 8 décembre 1862        |       | Sinistra    | Rattazzi I        |
|             | Luigi Federico Menabrea           | 8 décembre 1862 – 28 septembre 1863  |       | Destra      | Farini            |
| Minghetti I | Luigi Federico Menabrea           | 8 décembre 1862 – 28 septembre 1863  |       | Destra      |                   |
|             | Stefano Jacini                    | 28 septembre 1864 – 17 février 1867  |       | Destra      | La Marmora II·III |
| Ricasoli II | Stefano Jacini                    | 28 septembre 1864 – 17 février 1867  |       | Destra      |                   |
|             | Giuseppe Devincenzi               | 17 février 1867 – 10 avril 1867      |       | Destra      | Ricasoli II       |
|             | Antonio Giovanola                 | 10 avril 1867 – 27 octobre 1867      |       | Sinistra    | Rattazzi II       |
|             | Girolamo Cantelli                 | 27 octobre 1867 – 5 janvier 1868     |       | Destra      | Menabrea I        |
|             | Lodovico Pasini                   | 5 janvier 1868 – 23 octobre 1868     |       | Destra      | Menabrea II       |
|             | Girolamo Cantelli                 | 23 octobre 1868 – 13 mai 1869        |       | Indépendant | Menabrea II       |
|             | Antonio Mordini                   | 13 mai 1869 – 14 décembre 1869       |       | Destra      | Menabrea III      |
|             | Giuseppe Gadda                    | 14 décembre 1869 – 31 août 1871      |       | Destra      | Lanza             |
|             | Giuseppe Devincenzi               | 31 août 1871 – 10 juillet 1873       |       | Destra      | Lanza             |
|             | Silvio Spaventa                   | 10 juillet 1873 – 20 novembre 1876   |       | Destra      | Minghetti II      |
|             | Giuseppe Zanardelli               | 20 novembre 1876 – 14 novembre 1877  |       | Sinistra    | Depretis I        |
|             | Agostino Depretis (par intérim)   | 14 novembre 1877 – 26 décembre 1877  |       | Sinistra    | Depretis I        |
|             | Francesco Paolo Perez             | 26 décembre 1877 – 24 mars 1878      |       | Sinistra    | Depretis II       |
|             | Alfredo Baccarini                 | 24 mars 1878 – 19 décembre 1878      |       | Sinistra    | Cairoli I         |
|             | Raffaele Mezzanotte               | 19 décembre 1878 – 14 juillet 1879   |       | Sinistra    | Depretis III      |
|             | Alfredo Baccarini                 | 14 juillet 1879 – 25 mai 1883        |       | Sinistra    | Cairoli II·III    |
| Depretis IV | Alfredo Baccarini                 | 14 juillet 1879 – 25 mai 1883        |       | Sinistra    |                   |
|             | Francesco Genala                  | 25 mai 1883 – 4 avril 1887           |       | Sinistra    | Depretis V·VI·VII |
|             | Giuseppe Saracco                  | 4 avril 1887 – 9 mars 1889           |       | Sinistra    | Depretis VIII     |
| Crispi I    | Giuseppe Saracco                  | 4 avril 1887 – 9 mars 1889           |       | Sinistra    |                   |
|             | Gaspare Finali                    | 9 mars 1889 – 6 février 1891         |       | Sinistra    | Crispi II         |
|             | Ascanio Branca                    | 6 février 1891 – 15 mai 1892         |       | Destra      | di Rudinì I       |
|             | Francesco Genala                  | 15 mai 1892 – 12 septembre 1893      |       | Sinistra    | Giolitti I        |
|             | Giovanni Giolitti (par intérim)   | 12 septembre 1893 – 15 décembre 1893 |       | Sinistra    | Giolitti I        |
|             | Giuseppe Saracco                  | 15 décembre 1893 – 10 mars 1896      |       | Sinistra    | Crispi III·IV     |
|             | Costantino Perazzi                | 10 mars 1896 – 11 juillet 1896       |       | Destra      | di Rudinì II      |
|             | Giulio Prinetti                   | 11 juillet 1896 – 14 décembre 1897   |       | Destra      | di Rudinì III     |
|             | Giuseppe Pavoncelli               | 14 décembre 1897 – 1er juin 1898     |       | Destra      | di Rudinì IV      |
|             | Achille Afan de Rivera            | 1er juin 1898 – 29 juin 1898         |       | Destra      | di Rudinì V       |
|             | Pietro Lacava                     | 29 juin 1898 – 24 juin 1900          |       | Sinistra    | Pelloux I·II      |
|             | Ascanio Branca                    | 24 juin 1900 – 15 février 1901       |       | Destra      | Saracco           |
|             | Girolamo Giusso                   | 15 février 1901 – 19 février 1902    |       | Destra      | Zanardelli        |
|             | Giuseppe Zanardelli (par intérim) | 19 février 1902 – 26 mars 1902       |       | Sinistra    | Zanardelli        |
|             | Nicola Balenzano                  | 26 mars 1902 – 3 septembre 1903      |       | Destra      | Zanardelli        |
|             | Francesco Tedesco                 | 3 septembre 1903 – 27 mars 1905      |       | Sinistra    | Giolitti II       |
| Tittoni     | Francesco Tedesco                 | 3 septembre 1903 – 27 mars 1905      |       | Sinistra    |                   |
|             | Carlo Francesco Ferraris          | 27 mars 1905 – 24 décembre 1905      |       | Sinistra    | Fortis I          |
|             | Francesco Tedesco                 | 24 décembre 1905 – 8 février 1906    |       | Sinistra    | Fortis II         |
|             | Pietro Carmine                    | 8 février 1906 – 29 mai 1906         |       | Destra      | Sonnino I         |
|             | Emanuele Gianturco                | 29 mai 1906 – 7 novembre 1907        |       | Sinistra    | Giolitti III      |
|             | Giovanni Giolitti (par intérim)   | 7 novembre 1907 – 9 novembre 1907    |       | Sinistra    | Giolitti III      |
|             | Pietro Bertolini                  | 9 novembre 1907 – 11 décembre 1909   |       | Sinistra    | Giolitti III      |
|             | Giulio Rubini                     | 9 novembre 1907 – 11 décembre 1909   |       | Destra      | Sonnino II        |
|             | Ettore Sacchi                     | 31 mars 1910 – 21 mars 1914          |       | PRI         | Luzzatti          |
| Giolitti IV | Ettore Sacchi                     | 31 mars 1910 – 21 mars 1914          |       | PRI         |                   |
|             | Augusto Ciuffelli                 | 21 mars 1914 – 18 juin 1916          |       | UL          | Salandra I·II     |
|             | Ivanoe Bonomi                     | 18 juin 1916 – 30 octobre 1917       |       | PSRI        | Boselli           |
|             | Luigi Dari                        | 30 octobre 1917 – 18 janvier 1919    |       | UL          | Orlando           |
|             | Ivanoe Bonomi                     | 18 janvier 1919 – 23 juin 1919       |       | PSRI        | Orlando           |
|             | Edoardo Pantano                   | 23 juin 1919 – 14 mars 1920          |       | PRI         | Nitti I           |
|             | Giuseppe De Nava (par intérim)    | 14 mars 1920 – 21 mai 1920           |       | UL          | Nitti I           |
|             | Camillo Peano                     | 21 mai 1920 – 4 juillet 1921         |       | PLDI        | Nitti II          |
| Giolitti V  | Camillo Peano                     | 21 mai 1920 – 4 juillet 1921         |       | PLDI        |                   |
|             | Giuseppe Micheli                  | 4 juillet 1921 – 26 février 1922     |       | PPI         | Bonomi I          |
|             | Vincenzo Riccio                   | 26 février 1922 – 28 octobre 1922    |       | PLI         | Facta I·II        |
|             | Gabriello Carnazza                | 28 octobre 1922 – 1er juillet 1924   |       | PDSI        | Mussolini         |
|             | Gino Sarrocchi                    | 1er juillet 1924 – 5 janvier 1925    |       | PNF         | Mussolini         |
|             | Giovanni Giuriati                 | 5 janvier 1925 – 30 avril 1929       |       | PNF         | Mussolini         |
|             | Benito Mussolini (par intérim)    | 30 avril 1929 – 12 septembre 1929    |       | PNF         | Mussolini         |
|             | Michele Bianchi                   | 12 septembre 1929 – 13 février 1930  |       | PNF         | Mussolini         |
|             | Araldo di Crollalanza             | 13 février 1930 – 24 janvier 1935    |       | PNF         | Mussolini         |
|             | Luigi Razza                       | 24 janvier 1935 – 5 septembre 1935   |       | PNF         | Mussolini         |
|             | Giuseppe Cobolli Gigli            | 5 septembre 1935 – 31 octobre 1939   |       | PNF         | Mussolini         |
|             | Adelchi Serena                    | 31 octobre 1939 – 30 octobre 1940    |       | PNF         | Mussolini         |
|             | Giuseppe Gorla                    | 30 octobre 1940 – 26 décembre 1941   |       | PNF         | Mussolini         |
|             | Zenone Benini                     | 26 décembre 1941 – 25 juillet 1943   |       | PNF         | Mussolini         |
|             | Domenico Romano                   | 27 juillet 1943 – 11 février 1944    |       | DC          | Badoglio I        |
|             | Raffaele De Caro                  | 11 février 1944 – 17 avril 1944      |       | PLI         | Badoglio I        |
|             | Alberto Tarchiani                 | 22 avril 1944 – 18 juin 1944         |       | PdA         | Badoglio II       |
|             | Pietro Mancini                    | 18 juin 1944 – 10 décembre 1944      |       | PSI         | Bonomi II         |
|             | Meuccio Ruini                     | 10 décembre 1944 – 21 juin 1945      |       | PDL         | Bonomi III        |
|             | Giuseppe Romita                   | 21 juin 1945 – 10 décembre 1945      |       | PSI         | Parri             |
|             | Leone Cattani                     | 10 décembre 1945 – 1er juillet 1946  |       | PLI         | De Gasperi I      |

### République italienne
| Ministre                             | Ministre       | Mandat                             | Parti | Parti       | Gouvernement      |
| ------------------------------------ | -------------- | ---------------------------------- | ----- | ----------- | ----------------- |
| Giuseppe Romita (1887–1958)          |                | 14 juillet 1946 – 28 janvier 1947  |       | PSI         | De Gasperi II     |
| Emilio Sereni (1907–1977)            |                | 2 février 1947 – 31 mai 1947       |       | PCI         | De Gasperi III    |
| Umberto Tupini (1889–1973)           |                | 31 mai 1947 – 27 janvier 1950      |       | DC          | De Gasperi IV·V   |
| Salvatore Aldisio (1890–1964)        |                | 27 janvier 1950 – 16 juillet 1953  |       | DC          | De Gasperi VI·VII |
| Giuseppe Spataro (1897–1979)         |                | 16 juillet 1953 – 17 août 1953     |       | DC          | De Gasperi VIII   |
| Umberto Merlin (1885–1964)           |                | 17 août 1953 – 10 février 1954     |       | DC          | Pella             |
| Umberto Merlin (1885–1964)           | Fanfani I      | 17 août 1953 – 10 février 1954     |       | DC          |                   |
| Giuseppe Romita (1887–1958)          |                | 10 février 1954 – 19 mai 1957      |       | PSDI        | Scelba            |
| Giuseppe Romita (1887–1958)          | Segni I        | 10 février 1954 – 19 mai 1957      |       | PSDI        |                   |
| Giuseppe Togni (1903–1981)           |                | 19 mai 1957 – 26 juillet 1960      |       | DC          | Zoli              |
| Giuseppe Togni (1903–1981)           | Fanfani II     | 19 mai 1957 – 26 juillet 1960      |       | DC          |                   |
| Giuseppe Togni (1903–1981)           | Segni II       | 19 mai 1957 – 26 juillet 1960      |       | DC          |                   |
| Giuseppe Togni (1903–1981)           | Tambroni       | 19 mai 1957 – 26 juillet 1960      |       | DC          |                   |
| Benigno Zaccagnini (1912–1989)       |                | 26 juillet 1960 – 21 février 1962  |       | DC          | Fanfani III       |
| Fiorentino Sullo (1921–2000)         |                | 21 février 1962 – 4 décembre 1963  |       | DC          | Fanfani IV        |
| Fiorentino Sullo (1921–2000)         | Leone I        | 21 février 1962 – 4 décembre 1963  |       | DC          |                   |
| Giovanni Pieraccini (1918–2017)      |                | 4 décembre 1963 – 22 juillet 1964  |       | PSI         | Moro I            |
| Giacomo Mancini (1916–2002)          |                | 22 juillet 1964 – 24 juin 1968     |       | PSI         | Moro II·III       |
| Lorenzo Natali (1922–1989)           |                | 24 juin 1968 – 12 décembre 1968    |       | DC          | Leone II          |
| Giacomo Mancini (1916–2002)          |                | 12 décembre 1968 – 5 août 1969     |       | PSI         | Rumor I           |
| Lorenzo Natali (1922–1989)           |                | 5 août 1969 – 27 mars 1970         |       | DC          | Rumor II          |
| Salvatore Lauricella (1922–1996)     |                | 27 mars 1970 – 17 février 1972     |       | PSI         | Rumor III         |
| Salvatore Lauricella (1922–1996)     | Colombo        | 27 mars 1970 – 17 février 1972     |       | PSI         |                   |
| Mario Ferrari Aggradi (1916–1997)    |                | 17 février 1972 – 26 juin 1972     |       | DC          | Andreotti I       |
| Antonino Pietro Gullotti (1922–1989) |                | 26 juin 1972 – 7 juillet 1973      |       | DC          | Andreotti II      |
| Salvatore Lauricella (1922–1996)     |                | 7 juillet 1973 – 23 novembre 1974  |       | PSI         | Rumor IV·V        |
| Pietro Bucalossi (1905–1992)         |                | 23 novembre 1974 – 12 février 1976 |       | PRI         | Moro IV           |
| Antonino Pietro Gullotti (1922–1989) |                | 12 février 1976 – 11 mars 1978     |       | DC          | Moro V            |
| Antonino Pietro Gullotti (1922–1989) | Andreotti III  | 12 février 1976 – 11 mars 1978     |       | DC          |                   |
| Gaetano Stammati (1908–2002)         |                | 11 mars 1978 – 20 mars 1979        |       | DC          | Andreotti IV      |
| Francesco Compagna (1921–1982)       |                | 20 mars 1979 – 4 août 1979         |       | PRI         | Andreotti V       |
| Franco Nicolazzi (1924–2015)         |                | 4 août 1979 – 4 avril 1980         |       | PSDI        | Cossiga I         |
| Francesco Compagna (1921–1982)       |                | 4 avril 1980 – 18 octobre 1980     |       | PRI         | Cossiga II        |
| Franco Nicolazzi (1924–2015)         |                | 18 octobre 1980 – 28 avril 1987    |       | PSDI        | Forlani           |
| Franco Nicolazzi (1924–2015)         | Spadolini I·II | 18 octobre 1980 – 28 avril 1987    |       | PSDI        |                   |
| Franco Nicolazzi (1924–2015)         | Fanfani V      | 18 octobre 1980 – 28 avril 1987    |       | PSDI        |                   |
| Franco Nicolazzi (1924–2015)         | Craxi I·II     | 18 octobre 1980 – 28 avril 1987    |       | PSDI        |                   |
| Giuseppe Zamberletti (1933–2019)     |                | 28 avril 1987 – 28 juillet 1987    |       | DC          | Fanfani VI        |
| Emilio De Rose (1939–2018)           |                | 28 juillet 1987 – 13 avril 1988    |       | PSDI        | Goria             |
| Enrico Ferri (1942–2020)             |                | 13 avril 1988 – 22 juillet 1989    |       | PSDI        | De Mita           |
| Giovanni Prandini (1940–2018)        |                | 22 juillet 1989 – 28 juin 1992     |       | DC          | VI·VII            |
| Francesco Merloni (1925– )           |                | 28 juin 1992 – 10 mai 1994         |       | DC          | Amato I           |
| Francesco Merloni (1925– )           | Ciampi         | 28 juin 1992 – 10 mai 1994         |       | DC          |                   |
| Roberto Maria Radice (1938–2012)     |                | 10 mai 1994 – 17 janvier 1995      |       | FI          | Berlusconi I      |
| Paolo Baratta (1939– )               |                | 17 janvier 1995 – 17 mai 1996      |       | Indépendant | Dini              |
| Antonio Di Pietro (1950– )           |                | 17 mai 1996 – 20 novembre 1996     |       | Indépendant | Prodi I           |
| Paolo Costa (1943– )                 |                | 20 novembre 1996 – 21 octobre 1998 |       | Indépendant | Prodi I           |
| Enrico Luigi Micheli (1938–2011)     |                | 21 octobre 1998 – 22 décembre 1999 |       | PPI         | D'Alema I         |
| Willer Bordon (1949–2015)            |                | 22 décembre 1999 – 26 avril 2000   |       | Dem         | D'Alema II        |
| Nerio Nesi (1925– )                  |                | 26 avril 2000 – 11 juin 2001       |       | PdCI        | Amato II          |